# Komisariat Straży Granicznej „Horodenka”
Komisariat Straży Granicznej „Horodenka” – jednostka organizacyjna Straży Granicznej pełniąca służbę ochronną na granicy polsko-rumuńskiej w latach 1928–1939.

## Geneza
Na wniosek Ministerstwa Skarbu, uchwałą z 10 marca 1920 roku, powołano do życia Straż Celną. Proces tworzenia Straży Celnej trwał do końca 1922 roku. 
Komisariat Straży Celnej „Horodenka”, wraz ze swoimi placówkami granicznymi, wszedł w podporządkowanie Inspektoratu Granicznego Straży Celnej „Śniatyn”.
W drugiej połowie 1927 roku przystąpiono do gruntownej reorganizacji Straży Celnej. W praktyce skutkowało to rozwiązaniem tej formacji granicznej.
Rozkazem nr 5 z 16 maja 1928 roku w sprawie organizacji Małopolskiego Inspektoratu Okręgowego dowódca Straży Granicznej gen. bryg. Stefan Pasławski powołał komisariat Straży Granicznej „Horodenka”, który przejął ochronę granicy od rozwiązywanego komisariatu Straży Celnej.

## Formowanie i zmiany organizacyjne
Rozporządzeniem Prezydenta Rzeczypospolitej Polskiej Ignacego Mościckiego z 22 marca 1928 roku, do ochrony północnej, zachodniej i południowej granicy państwa, a w szczególności do ich ochrony celnej, powoływano z dniem 2 kwietnia 1928 roku  Straż Graniczną.
Rozkazem nr 6 z 8 września 1928 roku w sprawie organizacji Małopolskiego Inspektoratu Okręgowego podpisanym w zastępstwie przez mjr. Wacława Szpilczyńskiego dowódca Straży Granicznej powołał komisariat „Jasieniów Polny”, przydzielił go do Inspektoratu Granicznego nr 21 „Kołomyja” i określił jego strukturę organizacyjną. Rozkazem nr 7 z 25 września 1929 roku w sprawie reorganizacji i zmian dyslokacji Małopolskiego Inspektoratu Okręgowego dowódca Straży Granicznej płk Jan Jur-Gorzechowski określił numer, miejsce postoju (Horodenka) i nową strukturę komisariatu.
Rozkazem nr 1 z 29 stycznia 1934 roku w sprawach [...] zmian przydziałów, komendant Straży Granicznej płk Jan Jur-Gorzechowski utworzył placówkę I linii „Horodnica”.
Rozkazem nr 1 z 31 marca 1937 roku w sprawach [...] likwidacji i tworzenia placówek, dowódca Straży Granicznej płk Jan Gorzechowski zniósł placówkę I linii „Horodnica” i powołał placówkę I linii „Stecówka”.

## Służba graniczna
Sąsiednie komisariaty:
- komisariat Straży Granicznej „Śniatyn” ⇔ kompania graniczna KOP „Korolówka” (batalion KOP „Borszczów” − wrzesień 1928 i r. 1935
- komisariat Straży Granicznej „Śniatyn” ⇔ komisariat Straży Granicznej „Zaleszczyki” – 1937

## Funkcjonariusze komisariatu
| Kierownicy/komendanci komisariatu | Kierownicy/komendanci komisariatu | Kierownicy/komendanci komisariatu | Kierownicy/komendanci komisariatu |
| stopień                           | imię i nazwisko                   | okres pełnienia służby            | kolejne stanowisko                |
| --------------------------------- | --------------------------------- | --------------------------------- | --------------------------------- |
| podkomisarz                       | Kazimierz Kostecki                | I 1929 – był w 1931               |                                   |
| podkomisarz                       | Stefan Wojtkiewicz                | 15 V 1937                         |                                   |
| Zastępcy komendanta komisariatu   |                                   |                                   |                                   |
| przodownik                        | Tadeusz Marynowicz                | 1 V 1939 –                        |                                   |

## Struktura organizacyjna
Organizacja komisariatu we wrześniu 1928:
- komenda − Jasieniów Polny
- placówka Straży Granicznej I linii „Stecowa”
- placówka Straży Granicznej I linii „Serafińce”
- placówka Straży Granicznej II linii „Jasieniów Polny”

Organizacja komisariatu we wrześniu 1929
- 4/22 komenda − Horodenka
- placówka Straży Granicznej I linii „Stecowa”
- placówka Straży Granicznej I linii „Jasieniów Polny”
- placówka Straży Granicznej I linii „Serafińce”
- placówka Straży Granicznej I linii „Probabin”
- placówka Straży Granicznej II linii „Horodenka”

Organizacja komisariatu w 1931:
- komenda −  Horodenka (32 km)
- placówka Straży Granicznej I linii „Stecowa”
- placówka Straży Granicznej I linii „Jasieniów Polny”
- placówka Straży Granicznej I linii „Serafińce”
- placówka Straży Granicznej I linii „Probabin”
- placówka Straży Granicznej II linii „Horodenka”

Organizacja komisariatu w 1935:
- komenda − Horodenka
- placówka Straży Granicznej I linii „Stecowa”
- placówka Straży Granicznej I linii „Jasieniów Polny”
- placówka Straży Granicznej I linii „Serafińce”
- placówka Straży Granicznej I linii „Probabin”
- placówka Straży Granicznej I linii „Horodnica”
- placówka Straży Granicznej II linii „Horodenka”